# 建筑兵

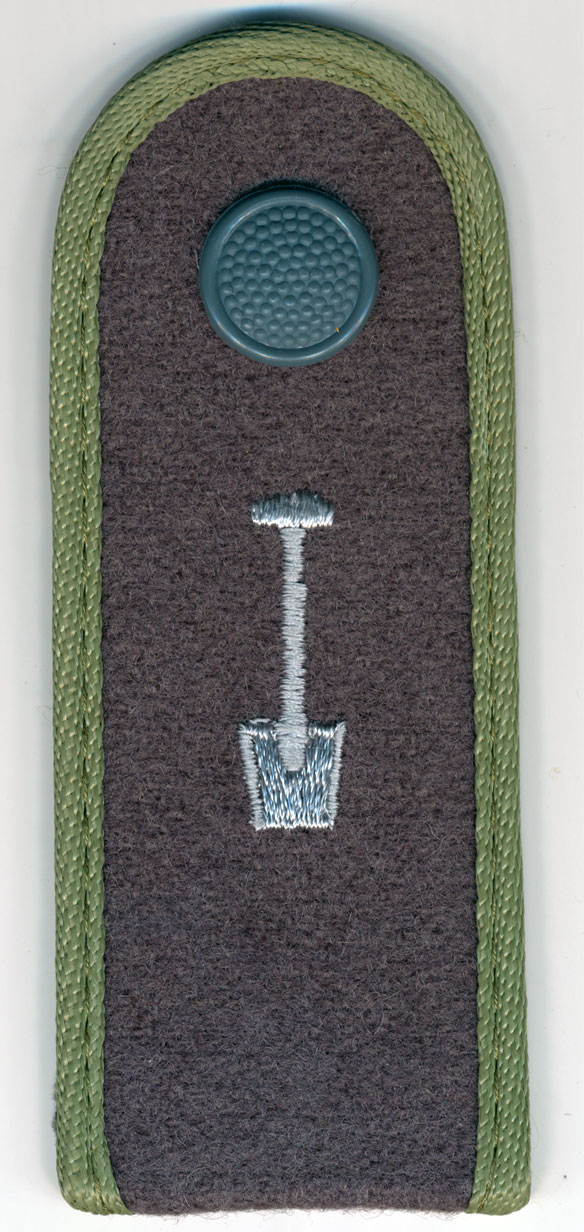
建筑兵的肩章

建筑兵 (简称：BS，又称: 铲子兵)为东德国家人民军的一个建制单位。建筑兵是不需要操作武器服役的一种单位，其不参与任何战斗训练，也非常规工兵部队，其只被用于建造民事建筑、军事医院、种植农作物、维修战斗载具、搭建野战厨房或参与救灾。
这类军种仅存在于东德，在任何其他社会主义国家都不存在类似的单位，其主要原因在于这类兵种的发生史之中。这一单位的出现缘于东德强制征兵制度出台之后，由于有大量适龄人员在接收到征兵通知以后以宗教信仰或“良心不安”为由拒绝服役，教会在于军队交涉后，东德人民军增设了这样一支不需要持械的特殊单位，以要求此类人群为国服务。
在建筑兵部队有过服役经历之后，当事人在之后升学或就业时会遭受到严重的负面影响。公众对其有普遍敌视，将其视为“消极的敌对力量”，军队也尽可能岔开正规军与他们的接触。但是这样的环境，也使许多东德的反对派有了去向和归宿。